# Julián Malatini
Julián Malatini, né le 31 mai 2001 à General Cabrera en Argentine, est un footballeur argentin qui évolue au poste de défenseur central au Werder Brême.

## Biographie

### En club
Né à General Cabrera en Argentine, Julián Malatini est formé par le CA Talleres. Il fait ses débuts en équipe première le 6 mars 2021 à l'occasion d'un match de Copa de la Liga Profesional 2021 face au CA Sarmiento. Il entre en jeu à la place de Nahuel Tenaglia (en) et les deux équipes se séparent sur un match nul (1-1 score final),.
Il joue son premier match de Copa Libertadores le 18 mai 2022 contre le Sporting Cristal. Les deux équipes font match nul ce jour-là (0-0 score final).
En janvier 2023, Julián Malatini rejoint Defensa y Justicia sous la forme d'un prêt avec option d'achat.
Le 16 janvier 2024, Julián Malatini prend la direction de l'Allemagne afin de signer en faveur du Werder Brême.